# Holly (film)
Holly is een Belgisch-Nederlands-Luxemburgs-Franse film uit 2023, geregisseerd en geschreven door Fien Troch.

## Verhaal
De vijftienjarige Holly krijgt op een dag een visioen over een brand in het schoolgebouw en laat haar school weten afwezig te zullen zijn. Wanneer er werkelijk brand uitbreekt in het schoolgebouw laat het incident niemand onberoerd. Tijdens de daaropvolgende rouwperiode nodigt Anna, de lerares, Holly uit voor vrijwilligerswerk. Holly's aanwezigheid zorgt voor kalmte, hoop en gemoedsrust bij de betrokkenen maar men begint steeds meer eisen aan haar te stellen.

## Rolverdeling
| Acteur              | Personage        |
| ------------------- | ---------------- |
| Cathalina Geeraerts | Holly            |
| Greet Verstraete    | Anna             |
| Els Deceukelier     | moeder van Holly |
| Serdi Faki Alici    | Anna's man       |
| Robbie Cleiren      | schooldirecteur  |
| Felix Heremans      | Bart             |

## Productie
Holly ging op 7 september 2023 in première in de officiële competitie van het Filmfestival van Venetië. De film werd vanaf 22 november 2023 vertoond in de Belgische bioscopen.

## Prijzen en nominaties
De belangrijkste:
| Jaar | Prijs                    | Categorie                                     | Genomineerde(n)     | Uitslag     |
| ---- | ------------------------ | --------------------------------------------- | ------------------- | ----------- |
| 2023 | Filmfestival van Venetië | Gouden Leeuw                                  | Fien Troch          | Genomineerd |
| 2023 | Filmfestival van Venetië | Bisato d'Oro Award voor beste acteerprestatie | Cathalina Geeraerts | Gewonnen    |